# 邵震中
邵震中(1958年10月—)，中国江苏淮安楚州区人，职业围棋棋手，中国棋院九段，现任江苏棋院院长。
邵1966年开始学习围棋，1977年进入中国国家围棋队，1981年夺得世界业余围棋锦标赛冠军。1982年被中国围棋协会定为六段，1995年升为九段。
邵曾经夺得过三次全国围棋个人赛亚军（1982、1983、1986），并率江苏队在1983年夺得全国围棋团体赛冠军，打破了上海队的垄断。邵是1980年代中国围棋的中坚棋手之一。